# Sumberejo (Japah)
Sumberejo is een bestuurslaag in het regentschap Blora van de provincie Midden-Java, Indonesië. Sumberejo telt 1041 inwoners (volkstelling 2010).